# Császár Károly (pedagógus)
Császár Károly, Kaiser (Pest, Józsefváros, 1842. január 20. – Budapest, 1891. április 30.) bölcsész, főreáliskolai tanár, piarista rendi szerzetes, Császár Ákos akadémikus nagyapja.

## Élete
A gimnáziumot a piaristáknál végezte, a hatodik osztályban maga is belépett a rendbe. Miután a középiskolát 1862-ben jeles eredménnyel befejezte, két éven át Temesvárt, egy évig Nagybecskereken, 1865-től Selmecbányán volt tanár. Innen Budapestre helyezték át, ahol 1869-ig működött, közben 1866-ban matematikából és fizikából tanári vizsgát tett. Kolozsvárt volt tanár; itt a tanév végén kilépett a rendből és áttért a református hitre. Egy évig a kolozsvári polgári leányiskolának ideiglenes igazgatója volt, 1869-től a Pesti Egyetemen a mennyiségtan tanára, 1882-től a magyar-francia biztosítótársaság matematikai tanácsosa volt. 1872. szeptember 4-én megnősült az illyei református templomban. Szaktudománya mellett sokoldalú általános műveltséggel rendelkezett; a klasszikus nyelveken kívül a német, a francia, az angol és az olasz nyelvet is ismerte, nagy tájékozottsága volt a modern irodalmakban. 1871–1873 között a Pesti Naplónak, 1875-ben a Pester Lloydnak volt belső munkatársa.

## Munkái
- Betűszámtan. A középiskolák felső iskolái számára. Pest, 1867 (2. kiadás: Algebra címmel. Budapest, 1875. Ezen címmel is: Az elemi mennyiségtan rendszere I. 3. telj. átd. kiadás. Uo. 1880)
- A csillagos ég. Pest, 1870 (Közhasznú Könyvtár I.)
- A hajcsövesség mathematikai elmélete. Kolozsvár, 1870 (Különnyomat a kolozsvári katolikus főgimnázium Tudósítványából)
- Számtan. A középiskolák alsóbb osztályai számára. Uo. 1874–75 (Három rész. I. 2. telj. átdolg. kiadás. 1877. 3. kiadás. 1880. 4. k., 1885. II. 2. jav. kiadás 1877., 3. k. 1885. III. 2. kiadás 1880. Mind a 3. rész 4. kiadásban egyesítve 1886. 5. kiadás 1890. Uo.)
- Függelék a népiskola számtani példatárához a méter-mértékek begyakorlására. Uo. 1875
- A métermérték Magyarország számára. Günter Mihály után átdolgozva. Bécs, 1875
- A méteri mértékek és súlyok atlasza. Günter Mihály után Magyarország számára átdolgozva. Uo. 1875 (Két utóbbi németűl is. Uo. 1875)
- Más világok mint a mienk. Proctor Richard 3. kiadása után ford. Bpest, 1875 (Term. Társulat Könyvkiadó-Vállalata VIII.)
- Geometria, a középiskolák felső oszt. számára 207 ábrával. Uo. 1877
- Mathematikai feladatok. Martus után németből ford. Uo. 1878
- Geometriai alaktan. A geometriai rajzolás elemeivel. Az I. és II. osztály számára. Uo. 1879 (2. kiadás. Uo. 1880. 3. k. 1890)
- Jelentés az 1878-iki párisi világkiállítás középiskolai szakosztályáról. Uo. 1879 (a hivatalos jelentés II. része)
- Carnot és Monge életrajzai. Arago után francziából. Uo. 1879 (Ifjusági Iratok Tára)
- Lettre de Fénelon a l’Académie Française. Discours sur le style par Buffon. Magyarázó jegyzetekkel ellátva. Uo. 1879 (Jeles Irók Tára)
- Szerkesztő planimetria a középiskolák számára 188 ábrával. Uo. 1880 (2. kiadás 1882. 3. k. 1890. Uo.)
- Számtani példatár az ipartanodák használatára. Uo. 1882
- Számvetés a népiskola II–IV. osztályában. Uo. 1883 (Népiskolai Könyvek Gyűjteménye)
- Természettan népiskolák számára. Uo. 1883 (Népisk. Könyvek Gy.)
- Korlátolt pontosságú számventés. Uo. 1888 (2. kiadás)
- Az egységes középiskola szervezete. Uo. 1891
- Hollandia kereskedelmi szakoktatása. Uo. 1891

Szerkesztette a Tanügyi Füzetek új folyamát (Heinrich Gusztávval. Pest, 1867–69), a Hétfői Lapokat az irodalom és tanügy számára 1868. elején, de csak 3 száma jelent meg, és a Heti Krónikát (1872. márc. 6-tól dec. 28-ig.)
Neveléstani, természettudományi (matematikai, csillagászati stb.) cikkei a következő lapokban és folyóiratokban jelentek meg: Természet (1868. 1870.), Tanügyi Füzetek (1868–72.), Erdélyi Gazda (1870.), Tanáregylet Közlönye (1870. 1873–74.), Magyar Tanügy (1872–74.), Pestvárosi IV. ker. Főreáliskola Értesítője (1872. A számvetés végetlen tizes számokkal; 1882. A reáliskol kérdése; 1888. A kamatláb vázlatos története), Athenaeum (1873.), Fővárosi Lapok (1874. A lutri professor, A promesse), Term. Közlöny (1875. Csillagászati fölfedezések a távcső feltalálásának korában), Magyar Nyelvőr (1882–83.), Magyar Nemzetgazda (1883-tól), Gyakorlati Kereskedelmi Tudományok (1888-tól), Moniteur des Assurances (XVII. 1883–84. Assurances des annuites és Ľassurance dotale).